# 164536 Davehinson
164536 Davehinson è un asteroide della fascia principale. Scoperto nel 2006, presenta un'orbita caratterizzata da un semiasse maggiore pari a 2,8522844 au e da un'eccentricità di 0,0782390, inclinata di 2,71972° rispetto all'eclittica.